# Ilsa Gold
Als Ilsa Gold veröffentlichten die Wiener Musiker Christopher Just (* 1968 in Wien-Penzing) und Peter Votava (DJ Pure) zwischen 1993 und 1996 zahlreiche Techno- und Hardcore-Techno-Stücke. Das Duo veröffentlichte später auch unter dem Alias Sons Of Ilsa.

## Wirken
Sowohl der Künstler und Plattenhändler Christopher Just als auch Party-Veranstalter Peter Votava waren in der gerade entstehenden Techno-Szene aktiv, als sie sich Anfang 1993 begegneten. Sie fingen an, gemeinsam zu produzieren und bereits  Monate später erschien ihre erste EP („I“) beim Wiener „Mainframe“-Label. Es enthielt mit Up einen frühen Hit des Rave-Genres. Ihre kurz darauf veröffentlichte zweite EP („II“) (mit den Hits Silke und Elastico) erreichte ebenfalls den ersten Platz in den Charts des Frontpage-Magazines. Das verschaffte ihnen 1993 und 1994 Auftritte auf der Mayday.
Auffallend an ihrem Stil war eine ironische und respektlose Haltung, die sich durch den Gegensatz von rhythmischer Härte und der Verwendung ungewöhnlicher Samples zeigte, wie zum Beispiel Karel Gott, Peter Cornelius oder der Titelmelodie des Filmes La Boum. Dies bestimmte auch ihren Umgang mit der Presse. Durch Titel wie I'm a raver baby, so why don't you kill me oder mit Wortspielen wie eggs they see (zu deutsch die Eier, die sie sehen oder auch Ecstasy ausgesprochen) zeigten sie ihre Kritik am Drogenmissbrauch und der kulturellen Entwicklung der Szene, zu der sich ihre persönliche Abneigung immer weiter vertiefte. 
Zunächst traten sie nicht mehr öffentlich auf und parodierten sich dann selbst als Sons of Ilsa. Als solche veröffentlichten sie 1995 mit der Single Pulsingers Nacht (I'm A Raver Baby) ein Statement gegen den Wiener DJ Patrick Pulsinger, in dem sie einen Nestbeschmutzer in der Raveszene sahen. Der Titel bezog sich auf das Theaterstück Weiningers Nacht.
1995 waren Ilsa Gold gemeinsam mit bedeutenden Musikern der Techno-Szene auf dem Remix-Album Hands on Yello vertreten.
Das Duo löste sich schließlich 1996 auf. Nach der Trennung machte Christopher unter den Pseudonymen Gerhard, Punk Anderson, Disco Dancer und House Motherfucker eher ironische Tanzmusik, wogegen Peter als Pure experimentelle, elektronische Klänge auf Mego veröffentlichte. Dort erschien auch 2003 mit dem Doppelalbum „Regretten? Rien!“ eine Zusammenfassung ihres gemeinsamen Schaffens, das auch von Fans als legendär bezeichnete Livemitschnitte von improvisierten Radioauftritten enthält.

## Diskografie

### Alben
- Die Zipfelmütze, Der Handwagen Und Die Gummimuschi (1995) (als Sons of Ilsa)
- Regretten? Rien!, Mego (2003) (Best Of und Werkrückschau)

### Singles, EPs
- I, Mainframe (1993)
- II, Mainframe (1993)
- Up, Dataflow Music (1993)
- Up (Remixes), Mainframe (1993)
- Upsolute, Tension Records (1993)
- Elastico
- 3, Mainframe (1994)
- Winterreise, Mainframe (1994)
- Silke, Panik Super Sound Singles (21 Okt 1993)
- Silke (The Remixes), Force Inc. Music Works (1993)
- Silke II – Süchtig
- 4 Blond Nuns
- Gasomtertrax, XXX Records (1994) (GT1-4 EP)
- Haro Programme, IMR-Records, Legal Compilation Vol.1
- Euter of Vienna, Arcade, Thunderdome – The X-Mas Edition, 1994
- Flieger (Remix), Capitol Noise, 1995
- Major Problems, Superstition, Street Parade Compilation, 1995
- Silke III, Panik Super Sound Singles – PANIK 07-6, 2003

als Sons of Ilsa
- Pulsingers Nacht (I'm A Raver Baby), Overdrive
- Sonnenpenis
- Jetzt Geht's Los!
- Ei-Kuh E.P., Hellrazor Records

### Remixe
- House Pimps – Get The Hook (Remix), NOW! Records, 1993
- Andreas Dorau – Stoned Faces Don't Lie (Ilsa Gold Remix), Urban, 1994
- Andreas Dorau – Sonnenpenis (Sons of Ilsa Remix), Urban, 1995
- Flamman & Abraxas – Drugs, 1994
- Abe Duque – The World of LSD (Ilsa Gold Remix), Tension Records
- Soup – San Francisco (Ilsa Gold Mix), 1994
- Digivalley – Happy, Championsound, 1994
- Technohead – I Wanna Be A Hippy (Dreadlock Holiday), Mokum Records, 1995
- Yello – Live At The Roxy (für Hands on Yello), Urban, 1995
- Peter Cornelius – Der Kaffee ist zärtlich, klingt das nicht unheimlich fertig, 1994